# Ozón (España)
Ozón (llamada oficialmente San Martiño de Ozón) es una parroquia y lugar español del municipio de Mugía, en la provincia de La Coruña, Galicia.

## Entidades de población
Entidades de población que forman parte de la parroquia:
- Agranzón
- Casa do Monte (A Casa do Monte)
- Castelo
- Cebráns
- Fonte Raposa (A Raposa)
- Fumiñeo
- Gatarante (A Gatarante)
- Merexo
- Ozón
- Peropombo
- Quintáns
- San Martiño
- Suxo
- Vilar de Sobremonte
- Vilela
- Álvaro
- Castiñeiro
- A Pedreira
- Señores
- O Vilarvello

## Demografía
| Gráfica de evolución demográfica de Ozón entre 2000 y 2018 |
|                                                            |
| Datos según el nomenclátor publicado por el INE.           |